# 西昌警備司令部
西昌警備司令部是中華民國曾經設立的一個軍事機構，前身是中華民國28年（1939年）2月設立的國民政府軍事委員會委員長西昌行轅。中華即民國35年（1946年）8月15日，改名為西昌警備司令部，由賀國光兼任司令，蔣介石委託其監視、牽制西康省政府主席劉文輝。中華民國38年（1949年）12月7日，西昌警備司令部改為西昌警備總司令部，賀國光仍為西昌警備總司令。
中華民国39年（1950年）3月12日至4月7日，西南军政长官公署、西昌警备總司令部、西康宁属靖边司令部、西南游击第二路总司令部、宁雅联防司令部所属各部以及中華民國国军第五、七两个兵团部，二、三、二十七、六十九、一二四等五个军部与中國人民解放軍發生西昌战役。最终中國人民解放军占领19座县城，占领西康省（除昌都）。此次战役是中国人民解放军和中华民国国军在第二次国共内战期间进行的最后一场大规模战役。西昌戰役後，西昌警備總司令部建制撤銷。